# Schloss Neydharting

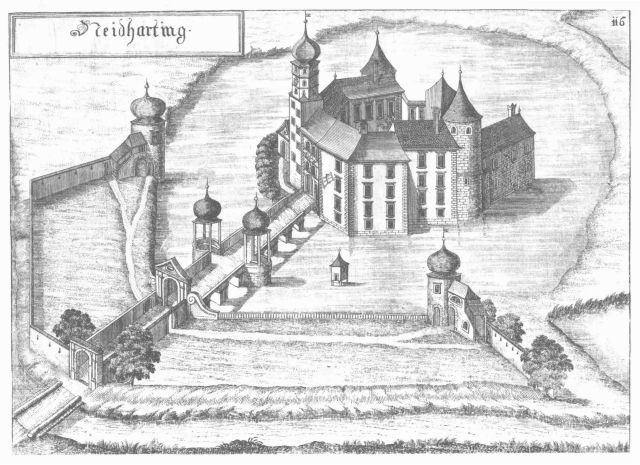
Schloss Neydharting nach einem Kupferstich von Michael Wening von (1721)

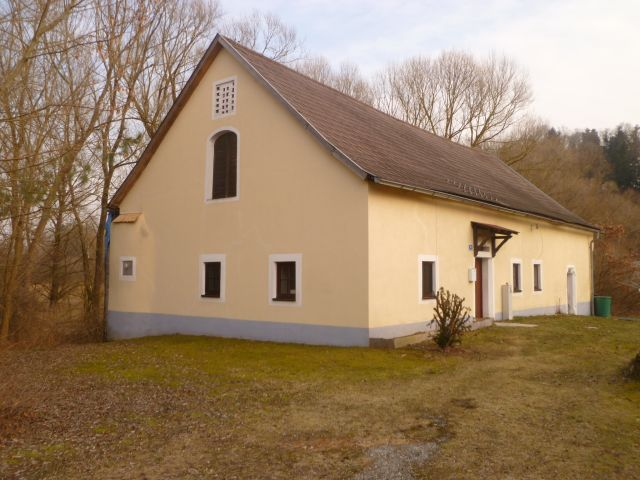
Kleines Haus an der Stelle des ehemaligen Schlosses Neydharting

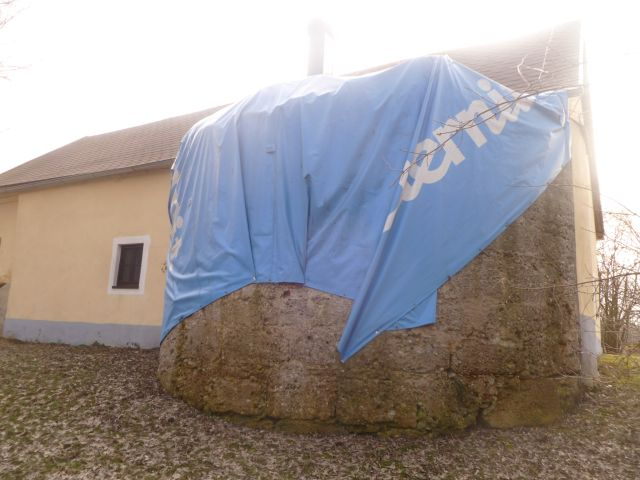
Turmrest des ehemaligen Schlosses an der Nordseite des Hauses

Schloss Neydharting ist ein ehemaliges Wasserschloss aus dem 13. Jahrhundert im Ortsteil Neydharting, der zur Marktgemeinde Bad Wimsbach-Neydharting gehört.

## Geschichte des Schlosses
Das Schloss lag auf einer fast ebenen Fläche eines Hügels. Es war auf Holzpiloten (Pfahlrost) erbaut, was auf eine Wasserburg schließen lässt. Es konnten durch Grabungsbefunde drei Bauperioden und eine Brandschicht nachgewiesen werden. Nach den gefundenen Keramikresten ist die Wasserburg im 13. Jahrhundert erbaut worden.
Urkundlich erwähnt wird ein Chunradus de Nithartinge erstmals im Jahre 1200. Eine weitere Urkunde mit diesem Namen datiert aus dem Jahre 1230. Daher ist dieser Chunradus als der Erbauer der Wasserburg anzusehen. 1243 werden ein Walchun und 1260 wieder ein Chunrad de Nitharting erwähnt. Im Jahre 1356 ist ein Koloman Mühlwanger als Besitzer von Neydharting nachgewiesen; vermutlich ist der Besitz als Heiratsgut an die Mühlwanger gelangt. 1486 kaufte Kaiser Friedrich III. Neydharting von den Mühlwangern, sein Sohn, der römisch deutsche König Maximilian I., gab die Burg im gleichen Jahr dem Christoph Jörger zum Lehen. Auf die Jörger folgten 1563 die Freiherren von Landau, dann 1636 die Grafen Preuner. Graf Siegfried Leonhard Preuner verkaufte das Schloss 1651 an Konrad Balthasar von Starhemberg, der bereits im Besitz von Schloss Wimsbach war. Beide Besitzungen wurden verwaltungsmäßig zusammengelegt, die Verwaltung aber im Schloss Wimsbach angesiedelt und die Burg Neydharting in der Folge dem Verfall preisgegeben.
1813 unterhielt Napoleon hier ein Feldlager mit 20 000 Mann in Wimsbach-Neydharting. In den Resten der Wasserburg war eine Tuchfabrik untergebracht, ehe sie immer mehr verfiel und als Steinbruch genützt wurde.

## Gegenwart
Die Reste des Wasserschlosses stehen am Rand eines flachen Hügels, der teilweise von einem Wassergraben umgeben ist. Das heute bestehende Haus vereinigt eine Reihe verschiedener Baureste. An der Nordseite ist ein ehemals mächtiger Turm zu erkennen mit sauber verfugten Steinquadern, die bis zur Dachunterkante des noch bestehenden Hauses reichen.
An das ehemalige Wasserschloss erinnerte auch ein oktogonaler Turmrest, der an der Südostseite des kleinen Hauses angebaut war. Das Okotogon lag an der Ostseite und war früher nur von außen durch einen spätgotischen Torbogen zu betreten. Es wird vermutet, dass hier ursprünglich eine evangelische Kapelle untergebracht war. Weitere Angaben zu der Wasserburg findet man im Dr. Beninger Heimatmuseum, welches im Jahre 1963 in Bad Wimsbach-Neydharting eröffnet wurde. Das aus dem Wasserschloss entstandene Gehöft ist heute restauriert, Reste der Burg sind – mit Ausnahme des Turmes – allerdings kaum mehr zu erkennen.
Man kann das Gebäude finden, wenn man von Bad Wimsbach-Neydharting die Straße zum Moorbad Neydharting nimmt und bei dem Sägewerk Eibelhuber nach links abbiegt; am Ende des Holzlagerplatzes steht das ehemalige Schloss. Das Gebäude wird privat genutzt und ist nicht öffentlich zugänglich. Auch heute steht der Besitz noch im Eigentum der Besitzer von Schloss Wimsbach, also von Moritz Weisweiller und dessen Erben.